# Alexander Hood, 1. Viscount Bridport

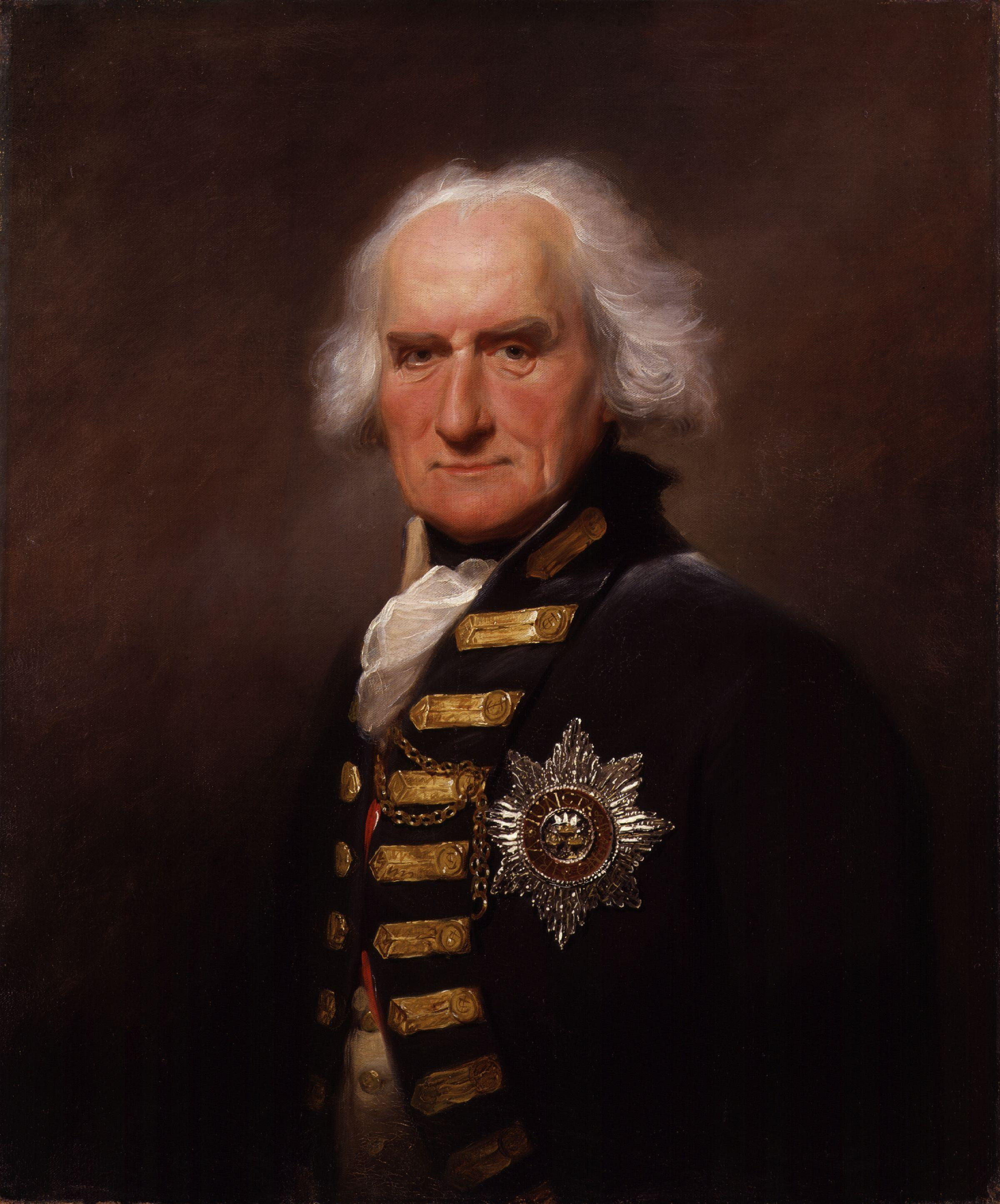
Alexander Hood, 1. Viscount Bridport

Alexander Arthur Hood, 1. Viscount Bridport, KB (* 2. Dezemberjul. / 13. Dezember 1726greg.; † 3. Mai 1814) war ein britischer Marineoffizier, zuletzt im Rang eines Admiral of the Red und Spross der Seefahrerfamilie Hood.

## Leben
Hood war der zweite Sohn von Samuel Hood und jüngerer Bruder von Admiral Samuel Hood, 1. Viscount Hood. Sein Vater war Vikar in Butleigh in Somerset.
Alexander Hood trat im Alter von 14 Jahren in die Royal Navy ein. 1746 wurde er zum Lieutenant und zehn Jahre später, nachdem er auf verschiedenen Schiffen gedient hatte, zum Commander befördert. Er diente längere Zeit als Flaggkapitän von Admiral Sir Charles Saunders.
1756 zum Kapitän befördert, nahm er 1759 im Verlauf des Siebenjährigen Krieges an der Seeschlacht in der Bucht von Quiberon teil. 1761 eroberte er mit einer Fregatte – aus einer als aussichtslos zu bezeichnenden Position – ein französisches Linienschiff. 1778 nahm er an der Seeschlacht bei Ouessant (1778) teil. 1780 wurde er Konteradmiral und 1787 Vizeadmiral. Von 1784 bis 1796 war er außerdem Mitglied des House of Commons. In der Seeschlacht am 13. Prairial (englisch Glorious First of June) während des Ersten Koalitionskrieges diente er unter Lord Howe als Geschwaderführer. Für seinen Einsatz während dieser Schlacht wurde er zum Baron erhoben.
1795 siegte Hood über die Franzosen unter Louis Thomas Villaret de Joyeuse in der Seeschlacht bei der Île de Groix. Es gelang ihm, drei französische Linienschiffe zu nehmen. Doch Hood, der die Schlacht vorzeitig abgebrochen hatte, weil seine Schiffe zu nahe an die Küste hergekommen waren, wurde innerhalb der Royal Navy vorgeworfen, dadurch keinen größeren Sieg erkämpft zu haben. Von 1795 bis 1800 kommandierte er die Kanalflotte und leitete dabei die Blockade von Brest. Während der großen Meuterei von Spithead gelang es ihm nur zeitweise, die Meuterer zum Einlenken zu bewegen.
1800 wurde er zum Viscount Bridport erhoben, nachdem er bereits seit 1794 Baron Bridport, of Cricket St. Thomas, in der Peerage of Ireland und seit 1796 auch in der Peerage of Great Britain war. Die britischen Titel erloschen, als Hood 1814 ohne männlichen Abkömmling starb, die irische Baronie ging aufgrund eines besonderen Vermerkes bei der Verleihung auf den Enkel seines jüngeren Bruders über.